# Мелисса Джейкобс
Мелисса Джейкобс (англ. Melissa Jacobs, настоящее имя англ. Melessia Luebke; род. 10 мая 1981, Милуоки, Висконсин) — американская порноактриса и эротическая модель.

## Биография
Родилась 10 мая 1981 года в Милуоки, Висконсин. Изначально Мелессия хотел стать канатоходцем. Получила образование в сфере бухгалтерского учёта и несколько лет работала по специальности, прежде чем перешла к порноиндустрии.
Стала «Киской месяца» октябрьского номера журнала Penthouse за 2005 год. Также снималась для многих других мужских журналов, например Swank, Hustler, Strip Las Vegas и Girls of Penthouse.
В откровенных хардкорных фильмах начала сниматься в 2007 году. Участвовала только в сольных, лесбийских и БДСМ-сценах. Снималась для таких студий, как Brazzers, Filly Films, Penthouse, Private, Reality Kings, Vivid, FM Concepts, 3rd Degree, Pure Play Media и Pulse Distribution. Кроме основного псевдонима, в титрах появлялась также под именами Melessia Hayden и Melissa Lewis. В апреле 2012 года стала Danni Girl of the Month.
Ушла из индустрии в 2017 году, снявшись в 178 фильмах. У Мелиссы есть пирсинг в пупке, а также несколько татуировок — на пояснице; цветы на виноградной лозе вокруг левой лодыжки; на внешней и внутренней сторонах правой лодыжки; на правой лопатке; на внутренней стороне правого запястья. На аккаунт девушки в Твиттере подписано более 90 тысяч человек.

## Достижения
- Penthouse Pet в октябре 2005 года.
- Dannigirl в апреле 2012 года.

## Избранная фильмография
- All Girls All the Time — 2010
- Condemned — 2010
- French Confessions — 2009
- Girl Games 2 — 2011
- Girlfriends 2 — 2010
- Girls Only — 2011
- Interns 2 — 2011
- Malibu Girlfriends — 2008
- Naughty Cheerleaders — 2009
- Pussy Eating Club 2 — 2010
- Queen of the Strap-On — 2011
- Red Panties — 2010
- Secret Diary of a Cam Girl — 2009
- Sex Angels — 2011
- This Ain’t The Bachelor XX — 2010
- Tori Black’s After School Special — 2011
- Young Hot and Lesbian — 2011